# Freser
 (décembre 2016).
Si vous disposez d'ouvrages ou d'articles de référence ou si vous connaissez des sites web de qualité traitant du thème abordé ici, merci de compléter l'article en donnant les références utiles à sa vérifiabilité et en les liant à la section « Notes et références ».
Le Freser est un cours d'eau de Catalogne. Il est le principal affluent d'origine pyrénéenne du Ter, dans lequel il se jette à Ripoll.

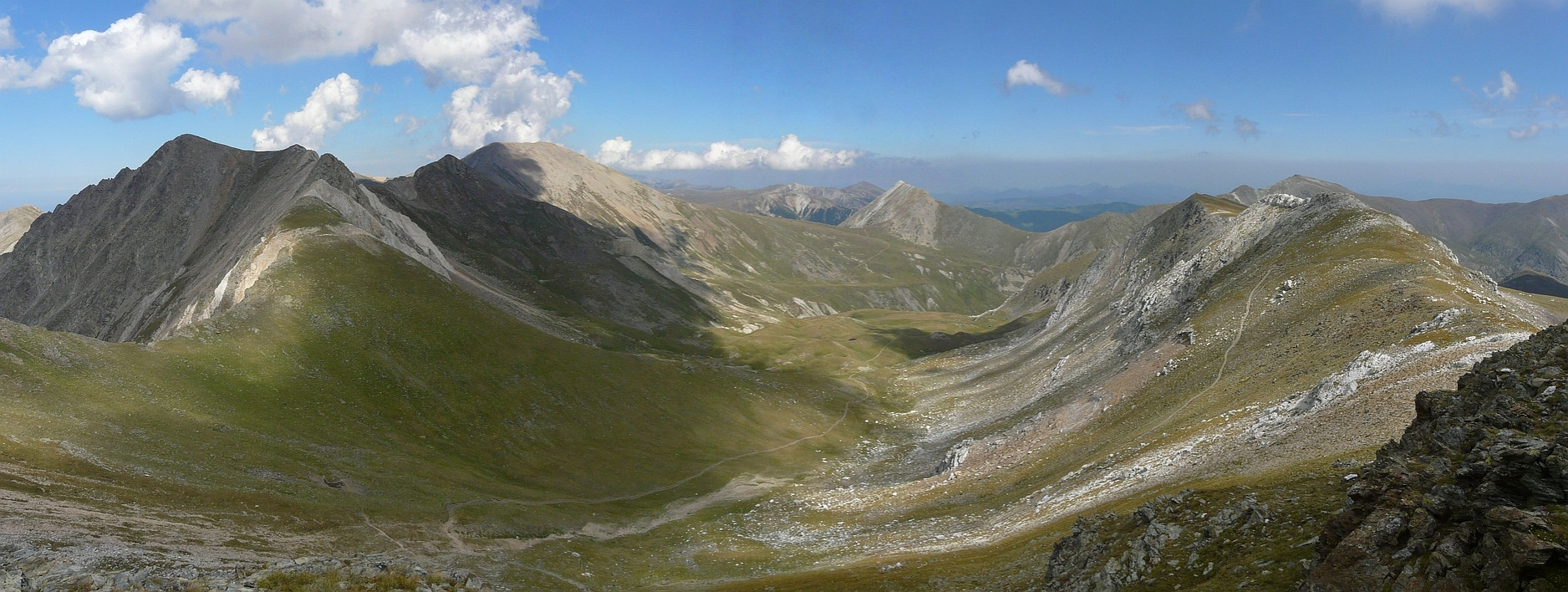
La partie supérieure de la vallée du Freser. À gauche : Pic de l'Infern (2869 mètres).

## Affluents principaux
- Riu de Núria
- Riu Segadell
- Rigard
- Merdàs

## Villes traversées
- Queralbs, Ribes de Freser, Campdevànol, Ripoll

## Protection
La haute vallée du Freser est protégée par le Parc Natural de les Capçaleres del Ter i del Freser.